# Liandratita
La liandratita es un mineral de la clase de los óxidos. Recibe su nombre en honor a Georges Liandrat, profesor francés de Samoëns, por sus destacadas actividades de prospección de minerales en Madagascar.

## Características químicas
La liandratita es un óxido de fórmula química U6+Nb2O8. Fue aprobada como especie válida por la Asociación Mineralógica Internacional en 1975. Cristaliza en el sistema trigonal. Su dureza en la escala de Mohs es 3,5.
Según la clasificación de Nickel-Strunz, la liandratita pertenece a "04.DH: Óxidos con proporción Metal:Oxígeno = 1:2 y similares, con cationes grandes (+ - tamaño medio); planos que comparten lados de octaedros" junto con los siguientes minerales: brannerita, ortobrannerita, thorutita, kassita, lucasita-(Ce), bariomicrolita, bariopiroclor, betafita, bismutomicrolita, calciobetafita, ceriopiroclor, cesstibtantita, jixianita, hidropiroclor, natrobistantita, plumbopiroclor, plumbomicrolita, plumbobetafita, estibiomicrolita, estronciopiroclor, estanomicrolita, estibiobetafita, uranpiroclor, itrobetafita, itropiroclor, fluornatromicrolita, bismutopiroclor, hidrokenoelsmoreïta, bismutostibiconita, oxiplumboromeíta, monimolita, cuproromeïta, stetefeldtita, estibiconita, rosiaíta, zirconolita, petscheckita, ingersonita y pittongita.

## Formación y yacimientos
Fue descubierta en la pegmatita Antsakoa I, en el campo de pegmatitas de Berere, situado en el distrito de Tsaratanana, en la región de Betsiboka (Provincia de Mahajanga, Madagascar). También ha sido descrita en Australia, Suecia, Noruega y Estados Unidos.